# Бледный кокон
«Бледный кокон» (яп. ペイル・コクーン Пэйру Коку:н, англ. Pale Cocoon) — короткометражный аниме-фильм в жанре научной фантастики, созданный практически одним человеком — Ясухиро Ёсиурой.

## Сюжет
В далёком будущем малочисленное человечество практически не знает свою историю, а планета непригодна для жизни людей, живущих в тёмных коридорах систем жизнеобеспечения. О прекрасном прошлом можно узнать лишь из всевозможных бинарных данных (аналогичных современным файловым системам), называемых «архивами». Раньше было множество аналитических отделов, восстанавливающих испорченные архивы, но сейчас смотреть архивы и вдаваться в прошлое уже ни у кого нет сил — люди потеряли надежду, что старый мир вернётся.
Главный герой Ура, увлечённо обработавший архив, содержащий видеозапись зелёного пейзажа XXI века получает новое задание — сразу два архива с видеоданными, содержащих бессмысленную информацию и не прошедших процедур восстановления.

## Персонажи
Ура (яп. ウラ) — главный персонаж, сотрудник отдела по восстановлению архивных записей о прошлом Земли. Высокий молодой человек, один из немногих, кто ещё продолжает работать. Коллекционирует все восстановленные видеосъёмки пейзажей Земли, считая их абсолютно верными и бесценными, посвятив своему увлечению всю жизнь.
Сэйю: Митио Накао
Рико (яп. リコ) — подруга детства Уры. Девушка невысокого роста и с длинными волосами, так же работает в архиве, собираясь уйти оттуда. Любит проводить часы, лёжа в шахте и наблюдая как падает «снег» на том же месте, куда упала сверху её бабушка. Близка и открыта с Ура, убеждая его отвлечься от архивов и подумать о настоящем.
Сэйю: Минако Кавасима
Ёко (яп. ヨコ) — девушка из далёкого прошлого на видеоархивах, присланных Ура для восстановления. В одной из тех записей она держит книгу, сидя на винтовой лестнице посреди библиотеки с книгами.
Сэйю: Юка Кояма